# 永定河道
永定河道是清朝设立的一个以管理永定河河务为主要职责的职务，衙门位于有“京南门户”之称的顺天府固安县（今河北省廊坊市固安县）城外南关。河道是清朝的创举，直隶永定河道设立于雍正四年（1726年），与山东运河道、江苏河库道是清代仅有的三个专职河道。光绪末年，其他两职均裁省，仅永定河道保留至清亡。民国初年，改称永定河河务局，仍在衙门原址办公。